# Колібрі-пухоніг рудоногий
Колі́брі-пухоні́г рудоногий (Haplophaedia assimilis) — вид серпокрильцеподібних птахів родини колібрієвих (Trochilidae). Мешкає в Перу і Болівії.

## Опис
Довжина птаха становить 9-10 см, вага 5-6 г. Верхня частина тіла темно-зелена, хвіст дещо роздвоєний, синювато-чорний. Лапи покриті білуватим або кремовим пуховим пір'ям. Дзьоб прямий, чорний. Виду не притаманний статевий диморфізм. Забарвлення молодих птахів є подібне до забарвлення дорослих птахів, однак пера на голові і шиї у них мають коричневі краї. Представників підвиду H. a. affinis маюить більш темне забарвлення, хвіст у них більш синій, пухове пір'я на лапах блідо-руде.

## Підвиди
Виділяють два підвиди:
- H. a. affinis (Taczanowski, 1884) — східні схили Анд на півночі і в центрі Перу (від південного Амазонаса на південь до Уануко);
- H. a. assimilis (Elliot, DG, 1876) — східні схили Анд на півдні Перу (на південь від Куско) і в Болівії (на південь до Кочабамби).

## Поширення і екологія
Рудоногі колібрі-пухоноги живуть в підліску вологих гірських тропічних лісів і на узліссях, на висоті від 1500 до 3000 м над рівнем моря, однак рідко на висоті понад 2500 м над рівнем моря. Живляться нектаром квітів, а також дрібними комахами, яких збирають з рослинності або ловлять в польоті. Захищають кормові території. В кладці 2 білих яйця.